# Bennington (Kansas)
Bennington é uma cidade localizada no estado americano de Kansas, no Condado de Ottawa.

## Demografia
Segundo o censo americano de 2000, a sua população era de 623 habitantes. 
Em 2006, foi estimada uma população de 616, um decréscimo de 7 (-1.1%).

## Geografia
De acordo com o United States Census Bureau tem uma área de 
1,1 km², dos quais 1,1 km² cobertos por terra e 0,0 km² cobertos por água.

## Localidades na vizinhança
O diagrama seguinte representa as localidades num raio de 24 km ao redor de Bennington. 